# British Open (Snooker)
Die British Open sind ein professionelles Snookerturnier, das von 1985 bis 2004 den Status eines Weltranglistenturniers hatte. Seit 2021 wird es erneut als Weltranglistenturnier ausgetragen.

## Geschichte
Gegründet wurde das Turnier 1980 als Einladungsturnier unter dem Namen British Gold Cup. 1981 wurde der Konzern Yamaha Hauptsponsor. In den nächsten Jahren wechselte das Turnier den Namen zu Yamaha Organs Trophy und von 1982 bis 1984 zu Yamaha International Masters. 1984 kam es zu der Besonderheit, dass das Finale nicht in einem direkten Duell, sondern in einer Dreiergruppe ausgetragen wurde. Ab 1985 hieß das Turnier schlicht British Open und bekam den Status eines Ranglistenturniers.
Austragungsort war bis 1993 die englische Stadt Derby. 1992 gelang dem Thailänder James Wattana das erste Maximum Break der Turniergeschichte, es war erst das neunte offizielle Break dieser Art im Profisnooker. Im Laufe der Jahre sollten acht weitere Maximum Breaks folgen, zuzüglich zweier weiterer in den Qualifikationsrunden. Im Kalenderjahr 1999 fanden gleich zwei Auflagen statt, da der Austragungstermin vom Frühjahr in den November verschoben wurde.
Mit fünf Siegen zwischen 1981 und 1993 ist Steve Davis Rekordsieger des Turniers. Rekordsieger für die Zeit als Ranglistenturnier (ab 1985) sind die Schotten Stephen Hendry und John Higgins mit je vier Triumphen.
Seit 2022 trägt die Trophäe des Turnieres den Namen Clive Everton Trophy, als Ehrung für den profilierten Snooker-Journalisten Clive Everton.

## Sieger
| Jahr                                                         | Austragungsort                                   | Sieger                                           | Ergebnis                                         | Finalist                                         | Hauptsponsor                                     | Saison                                           |
| British Gold Cup – kein Ranglistenturnier-Status             | British Gold Cup – kein Ranglistenturnier-Status | British Gold Cup – kein Ranglistenturnier-Status | British Gold Cup – kein Ranglistenturnier-Status | British Gold Cup – kein Ranglistenturnier-Status | British Gold Cup – kein Ranglistenturnier-Status | British Gold Cup – kein Ranglistenturnier-Status |
| ------------------------------------------------------------ | ------------------------------------------------ | ------------------------------------------------ | ------------------------------------------------ | ------------------------------------------------ | ------------------------------------------------ | ------------------------------------------------ |
| 1980                                                         | Derby – Assembly Rooms                           | Alex Higgins                                     | 5:1                                              | Ray Reardon                                      | –                                                | 1979/80                                          |
| Yamaha Organs Trophy – kein Ranglistenturnier-Status         |                                                  |                                                  |                                                  |                                                  |                                                  |                                                  |
| 1981                                                         | Derby – Assembly Rooms                           | Steve Davis                                      | 9:6                                              | David Taylor                                     | Yamaha                                           | 1980/81                                          |
| Yamaha International Masters – kein Ranglistenturnier-Status |                                                  |                                                  |                                                  |                                                  |                                                  |                                                  |
| 1982                                                         | Derby – Assembly Rooms                           | Steve Davis                                      | 9:7                                              | Terry Griffiths                                  | Yamaha                                           | 1981/82                                          |
| 1983                                                         | Derby – Assembly Rooms                           | Ray Reardon                                      | 9:6                                              | Jimmy White                                      | Yamaha                                           | 1982/83                                          |
| 1984                                                         | Derby – Assembly Rooms                           | Steve Davis                                      | RR                                               | Dave Martin John Dunning                         | Yamaha                                           | 1983/84                                          |
| British Open – Ranglistenturnier-Status                      |                                                  |                                                  |                                                  |                                                  |                                                  |                                                  |
| 1985                                                         | Derby – Assembly Rooms                           | Silvino Francisco                                | 12:9                                             | Kirk Stevens                                     | Dulux                                            | 1984/85                                          |
| 1986                                                         | Derby – Assembly Rooms                           | Steve Davis                                      | 12:7                                             | Willie Thorne                                    | Dulux                                            | 1985/86                                          |
| 1987                                                         | Derby – Assembly Rooms                           | Jimmy White                                      | 13:9                                             | Neal Foulds                                      | Dulux                                            | 1986/87                                          |
| 1988                                                         | Derby – Assembly Rooms                           | Stephen Hendry                                   | 13:2                                             | Mike Hallett                                     | MIM Britannia Unit Trusts                        | 1987/88                                          |
| 1989                                                         | Derby – Assembly Rooms                           | Tony Meo                                         | 13:6                                             | Dean Reynolds                                    | Anglian                                          | 1988/89                                          |
| 1990                                                         | Derby – Assembly Rooms                           | Bob Chaperon                                     | 10:8                                             | Alex Higgins                                     | Pearl Assurance                                  | 1989/90                                          |
| 1991                                                         | Derby – Assembly Rooms                           | Stephen Hendry                                   | 10:9                                             | Gary Wilkinson                                   | Pearl Assurance                                  | 1990/91                                          |
| 1992                                                         | Derby – Assembly Rooms                           | Jimmy White                                      | 10:7                                             | James Wattana                                    | Pearl Assurance                                  | 1991/92                                          |
| 1993                                                         | Derby – Assembly Rooms                           | Steve Davis                                      | 10:2                                             | James Wattana                                    | Wickes Home Improvements                         | 1992/93                                          |
| 1994                                                         | Plymouth – Plymouth Pavilions                    | Ronnie O’Sullivan                                | 9:4                                              | James Wattana                                    | –                                                | 1993/94                                          |
| 1995                                                         | Plymouth – Plymouth Pavilions                    | John Higgins                                     | 9:6                                              | Ronnie O’Sullivan                                | Castella                                         | 1994/95                                          |
| 1996                                                         | Plymouth – Plymouth Pavilions                    | Nigel Bond                                       | 9:8                                              | John Higgins                                     | Castella                                         | 1995/96                                          |
| 1997                                                         | Plymouth – Plymouth Pavilions                    | Mark Williams                                    | 9:2                                              | Stephen Hendry                                   | –                                                | 1996/97                                          |
| 1998                                                         | Plymouth – Plymouth Pavilions                    | John Higgins                                     | 9:8                                              | Stephen Hendry                                   | –                                                | 1997/98                                          |
| 1999 (I)                                                     | Plymouth – Plymouth Pavilions                    | Fergal O’Brien                                   | 9:7                                              | Anthony Hamilton                                 | –                                                | 1998/99                                          |
| 1999 (II)                                                    | Plymouth – Plymouth Pavilions                    | Stephen Hendry                                   | 9:5                                              | Peter Ebdon                                      | –                                                | 1999/00                                          |
| 2000                                                         | Plymouth – Plymouth Pavilions                    | Peter Ebdon                                      | 9:6                                              | Jimmy White                                      | –                                                | 2000/01                                          |
| 2001                                                         | Newcastle – Telewest Arena                       | John Higgins                                     | 9:6                                              | Graeme Dott                                      | Stan James                                       | 2001/02                                          |
| 2002                                                         | Telford – Telford International Centre           | Paul Hunter                                      | 9:4                                              | Ian McCulloch                                    | –                                                | 2002/03                                          |
| 2003                                                         | Brighton – Brighton Centre                       | Stephen Hendry                                   | 9:6                                              | Ronnie O’Sullivan                                | –                                                | 2003/04                                          |
| 2004                                                         | Brighton – Brighton Centre                       | John Higgins                                     | 9:6                                              | Stephen Maguire                                  | –                                                | 2004/05                                          |
| 2005–2020: keine Austragung                                  |                                                  |                                                  |                                                  |                                                  |                                                  |                                                  |
| 2021                                                         | Leicester – Morningside Arena                    | Mark Williams                                    | 6:4                                              | Gary Wilson                                      | matchroom.live                                   | 2021/22                                          |
| 2022                                                         | Milton Keynes – Marshall Arena                   | Ryan Day                                         | 10:7                                             | Mark Allen                                       | Cazoo                                            | 2022/23                                          |
| 2023                                                         | Cheltenham – Centaur Centre                      | Mark Williams                                    | 10:7                                             | Mark Selby                                       | Cazoo                                            | 2023/24                                          |
| 2024                                                         | Cheltenham – Centaur Centre                      | Mark Selby                                       | 10:5                                             | John Higgins                                     | Unibet                                           | 2024/25                                          |
| 2025                                                         | Cheltenham – Centaur Centre                      | ~Niemandsland                                    | –:–                                              | ~Niemandsland                                    | –                                                | 2025/26                                          |